# KH Gdańsk
KH Gdańsk – polski męski klub hokejowy (jednosekcyjny) z siedzibą w Gdańsku, założony 1 marca 2012, prowadzony przez podmiot o nazwie Klub Hokejowy Gdańsk Spółka Akcyjna (oficjalnie utworzoną 6 maja 2010). Klub został rozwiązany.

## Historia
6 maja 2010 wpisano do rejestru przedsiębiorców nowo utworzony podmiot o nazwie Klub Hokejowy Gdańsk Spółka Akcyjna, który - po zakończeniu działalności Stoczniowca Gdańsk - 1 marca 2012 założył klub KH Gdańsk i powołał w jego ramach męską drużynę seniorską. W wyniku przejęcia spółki Stoczniowiec SA wraz z jej zadłużeniem doszło do przekształcenia w KH Gdańsk. 100% akcji spółki KH Gdańsk posiadało Stowarzyszenie GKS Stoczniowiec Gdańsk.
Latem 2012 skompletowano drużynę, a stanowisko trenera powierzono Henrykowi Zabrockiemu. Na początku sierpnia zespół rozpoczął treningi i został zgłoszony do rozgrywek I ligi sezonu 2012/2013. 16 sierpnia 2012 otrzymał licencję Komisji PZHL ds. Licencji Klubowych na występy w tej klasie. Pierwszym prezesem klubu wybrano Dobrosława Mańkowskiego, który w listopadzie 2012 zrezygnował z tej funkcji, choć formalnie pozostał nim do 31 grudnia 2012. Jego następcą został Krzysztof Klinkosz. Na początku grudnia 2012 z funkcji szkoleniowca zrezygnował Henryk Zabrocki (z drużyny odeszło wówczas również kilku hokeistów). W styczniu 2013 jego krótkotrwałym następcą został grający zawodnik Mateusz Strużyk. Funkcję konsultanta pełnił wówczas Grzegorz Chruściński, a po odejściu Strużyka mimo doniesień nie został I trenerem.